# Прескотт, Джуди
Джу́дит Нил «Джу́ди» Пре́ксотт (англ. Judith Neal «Judy» Prescott; Мунтин-Лейкс, Нью-Джерси, США) — американская актриса

, поэтесса и художница.

## Биография
Джудит Нил Прескотт родилась в Глен-Ридже (штат Нью-Джерси, США) в семье Р. Дональда Прескотта-младшего и Мэри Буделл-Прескотт, а выросла в Мунтин-Лейксе, что меньше, чем в часе езды от Нью-Йорка. У Джуди есть два брата — Том и Джон Прескотт.
Она сыграла множество ролей на сцене и на экране с 1987 года (в том числе в сериалах «Клиент всегда мёртв», «Настоящая кровь» и др.) и является автором книги «Поиски Сиси: Размышления о болезни Альцгеймера», основанной на истории борьбы с этой болезнью её матери.
Джуди проживает с мужем и дочерью в Лос-Анджелесе, штат Калифорния.

## Избранная фильмография
| Год       |   | Русское название       | Оригинальное название       | Роль               |
| --------- | - | ---------------------- | --------------------------- | ------------------ |
| 1988      | с | Розанна                | Roseanne                    | Мисс Крейн         |
| 1989      | с | Мерфи Браун            | Murphy Brown                | Мими               |
| 1989      | ф | Скажи что-нибудь       | Say Anything…               | Партьер            |
| 1989      | с | Идеальные незнакомцы   | Perfect Strangers           | Студентка № 1      |
| 1989      | с | Спасатели Малибу       | Baywatch                    | Лиз                |
| 1990      | ф | Спонтанное возгорание  | Spontaneous Combustion      | Студентка-директор |
| 1990      | с | Джамп-стрит, 21        | 21 Jump Street              | Лина Алексовски    |
| 1991      | с | Принц из Беверли-Хиллз | The Fresh Prince of Bel-Air | Джина              |
| 1998      | с | Надежда Чикаго         | Chicago Hope                | Джуди Сирс         |
| 1999      | с | Профайлер              | The Profiler                | Нэнси Лэнгстон     |
| 2002      | с | Клиент всегда мёртв    | Six Feet Under              | Кимберли Моссбак   |
| 2002      | с | Король Квинса          | The King of Queens          | Симон              |
| 2004      | с | Справедливая Эми       | Judging Amy                 | Габби Уэллер       |
| 2004      | с | Сильное лекарство      | Strong Medicine             | Майя               |
| 2004      | с | Детектив Раш           | Cold Case                   | Келли Бакстер      |
| 2007      | с | Кости                  | Bones                       | Марджи Шоу         |
| 2008—2009 | с | Настоящая кровь        | True Blood                  | Сью Энн Мерлотт    |
| 2010      | с | Анатомия страсти       | Grey's Anatomy              | Донна Бевелл       |